# Inomhusfotboll

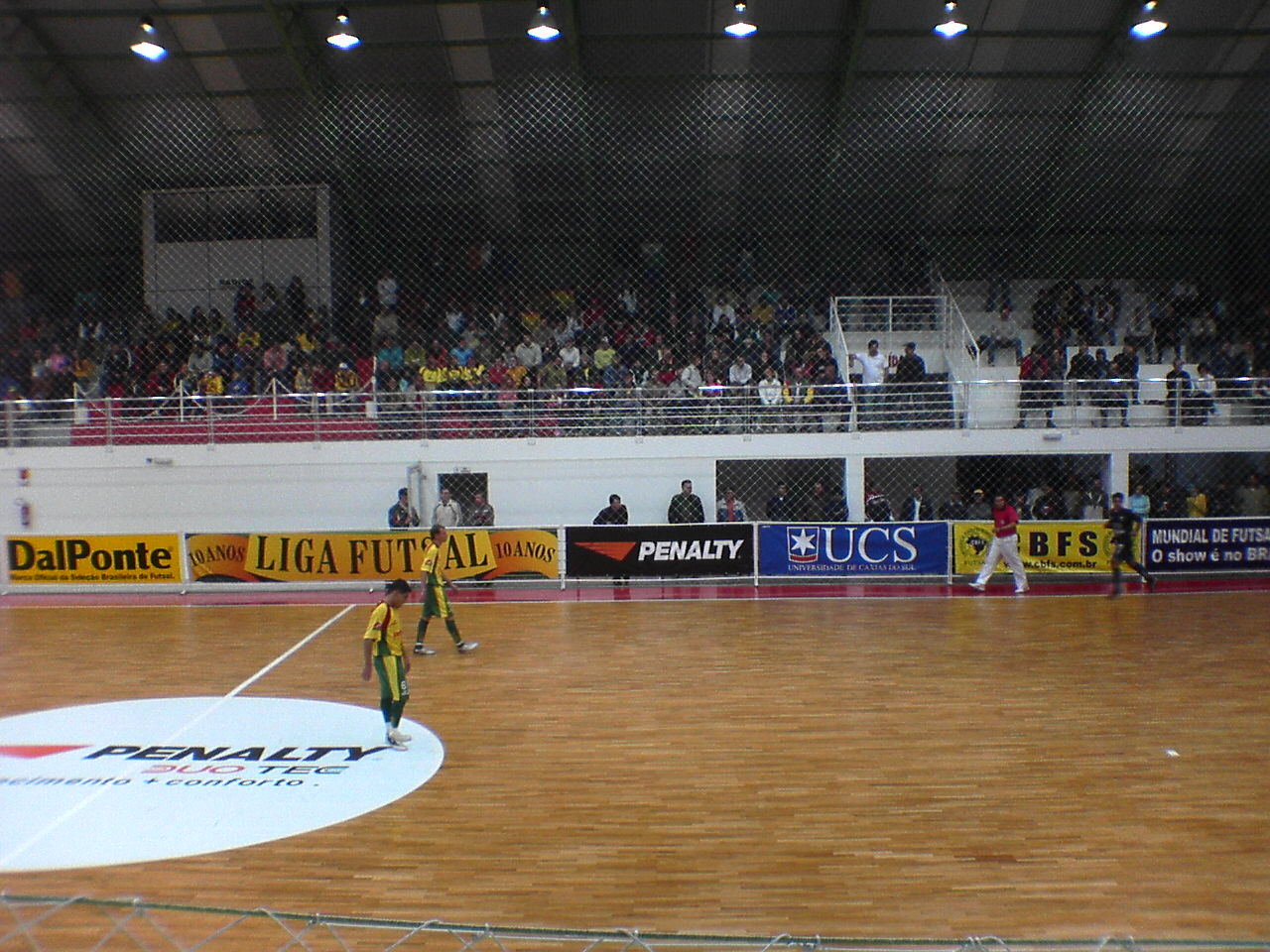
Två spelare

Inomhusfotboll är fotboll som spelas inomhus.
Regler som brukar gälla i de flesta former av inomhusfotboll:
- Matchen spelas på ett rektangulärt område inomhus på någon form av matta. Planen omges av något slag av vägg eller mur och är mindre än en fotbollsplan utomhus. Även målen är mindre än motsvarigheten utomhus.
- I varje lag ingår fem spelare samt målvakten.
- Matchen fortsätter även om bollen studsar mot väggen men om bollen sparkas över den omgivande väggen stoppas spelet och det lag som inte hade bollen senast får göra en inspark.
- Vid närkontakt mellan spelare intar många domare en mer avslappnad attityd och spelet ses av många som hårdare än fotboll utomhus.
- Ingen offside-regel.
- Spelarbyte under pågående spel är tillåtet.
- Förutom ett gult och ett rött kort kan domaren även utfärda ett blått kort eller någon form av mild varning innan det gula kortet tas fram.
- Eftersom spelplanen är relativt liten är det oftast inte tillåtet att skjuta mot mål från ett längre avstånd. Det förekommer å andra sidan också att mål som görs från längre avstånd ges mer än en poäng.
- Bollen är vanligtvis mjukare och studsar lättare.

Ibland används begreppet futsal, från portugisiskans futebol de salão, som betyder fotboll för stora rum. Internationella fotbollsförbundet (FIFA), anordnar världsmästerskap i inomhusfotboll med femmannalag vart fjärde år.